# Tour de Langkawi 2010
Il Tour de Langkawi 2010, quindicesima edizione della corsa, si svolse dal 1° al 7 marzo su un percorso di 1014 km ripartiti in 7 tappe. Fu vinto dal venezuelano José Rujano della ISD-Neri davanti al sudcoreano Hyo Suk Gong e all'iraniano Hossein Askari.

## Tappe
| Tappa  | Data    | Percorso                           | km    | Vincitore di tappa | Leader cl. generale |
| ------ | ------- | ---------------------------------- | ----- | ------------------ | ------------------- |
| 1ª     | 1 marzo | Kota Bharu > Kuala Berang          | 174,5 | Michael Matthews   | Michael Matthews    |
| 2ª     | 2 marzo | Kuala Terrenganu > Cukai           | 182,3 | Jay Robert Thomson | Tobias Erler        |
| 3ª     | 3 marzo | Pekan > Mersing                    | 145,6 | Michael Matthews   | Tobias Erler        |
| 4ª     | 4 marzo | Mersing > Parit Sulong             | 163,5 | Taiji Nishitani    | Tobias Erler        |
| 5ª     | 5 marzo | Muar > Port Dickson                | 111,5 | Anuar Manan        | Tobias Erler        |
| 6ª     | 6 marzo | Putrajaya > Genting Highlands      | 102,8 | José Rujano        | José Rujano         |
| 7ª     | 7 marzo | Kuala Kubu Bahru > Dataran Merdeka | 133,7 | Stuart Shaw        | José Rujano         |
| Totale | Totale  | Totale                             | 1014  |                    |                     |

## Dettagli delle tappe

### 1ª tappa
- 1 marzo: Kota Bharu > Kuala Berang – 174,5 km

| Pos. | Corridore          | Squadra     | Tempo    |
| ---- | ------------------ | ----------- | -------- |
| 1    | Michael Matthews   | Jayco-Skins | 4h22'53" |
| 2    | Vidal Celis Zabala | Footon      | s.t.     |
| 3    | Ruslan Tileubaev   |             | s.t.     |

| Pos. | Corridore          | Squadra     | Tempo    |
| ---- | ------------------ | ----------- | -------- |
| 1    | Michael Matthews   | Jayco-Skins | 4h22'43" |
| 2    | Vidal Celis Zabala | Footon      | a 4"     |
| 3    | Anuar Manan        | Geumsan     | s.t.     |

### 2ª tappa
- 2 marzo: Kuala Terrenganu > Cukai – 182,3 km

| Pos. | Corridore          | Squadra | Tempo    |
| ---- | ------------------ | ------- | -------- |
| 1    | Jay Robert Thomson | Fly V   | 4h06'54" |
| 2    | Tobias Erler       | Tabriz  | s.t.     |
| 3    | David Pell         | Drapac  | s.t.     |

| Pos. | Corridore          | Squadra | Tempo    |
| ---- | ------------------ | ------- | -------- |
| 1    | Tobias Erler       | Tabriz  | 8h29'35" |
| 2    | David Pell         | Drapac  | a 5"     |
| 3    | Jay Robert Thomson | Fly V   | a 7"     |

### 3ª tappa
- 3 marzo: Pekan > Mersing – 145,6 km

| Pos. | Corridore            | Squadra       | Tempo    |
| ---- | -------------------- | ------------- | -------- |
| 1    | Michael Matthews     | Jayco-Skins   | 3h16'27" |
| 2    | Alexander Candelario | Kelly Benefit | s.t.     |
| 3    | Dmytro Grabovskyy    | ISD-Neri      | s.t.     |

| Pos. | Corridore          | Squadra | Tempo     |
| ---- | ------------------ | ------- | --------- |
| 1    | Tobias Erler       | Tabriz  | 11h46'02" |
| 2    | Jay Robert Thomson | Fly V   | a 7"      |
| 3    | David Pell         | Drapac  | a 35"     |

### 4ª tappa
- 4 marzo: Mersing > Parit Sulong – 163,5 km

| Pos. | Corridore          | Squadra     | Tempo    |
| ---- | ------------------ | ----------- | -------- |
| 1    | Taiji Nishitani    | Aisan       | 3h50'11" |
| 2    | Michael Matthews   | Jayco-Skins | s.t.     |
| 3    | Vidal Celis Zabala | Footon      | s.t.     |

| Pos. | Corridore          | Squadra | Tempo     |
| ---- | ------------------ | ------- | --------- |
| 1    | Tobias Erler       | Tabriz  | 15h36'13" |
| 2    | David Pell         | Drapac  | a 5"      |
| 3    | Jay Robert Thomson | Fly V   | a 7"      |

### 5ª tappa
- 5 marzo: Muar > Port Dickson – 111,5 km

| Pos. | Corridore          | Squadra    | Tempo    |
| ---- | ------------------ | ---------- | -------- |
| 1    | Anuar Manan        | Geumsan    | 2h23'11" |
| 2    | Vidal Celis Zabala | Footon     | s.t.     |
| 3    | René Haselbacher   | Vorarlberg | s.t.     |

| Pos. | Corridore          | Squadra | Tempo     |
| ---- | ------------------ | ------- | --------- |
| 1    | Tobias Erler       | Tabriz  | 17h59'23" |
| 2    | David Pell         | Drapac  | a 6"      |
| 3    | Jay Robert Thomson | Fly V   | a 8"      |

### 6ª tappa
- 6 marzo: Putrajaya > Genting Highlands – 102,8 km

| Pos. | Corridore      | Squadra  | Tempo    |
| ---- | -------------- | -------- | -------- |
| 1    | José Rujano    | ISD-Neri | 3h04'21" |
| 2    | Hyo Suk Gong   | Seoul    | a 2'09"  |
| 3    | Hossein Askari | Tabriz   | a 2'36"  |

| Pos. | Corridore      | Squadra  | Tempo     |
| ---- | -------------- | -------- | --------- |
| 1    | José Rujano    | ISD-Neri | 21h06'58" |
| 2    | Hyo Suk Gong   | Seoul    | a 2'07"   |
| 3    | Hossein Askari | Tabriz   | a 2'42"   |

### 7ª tappa
- 7 marzo: Kuala Kubu Bahru > Dataran Merdeka – 133,7 km

| Pos. | Corridore          | Squadra    | Tempo    |
| ---- | ------------------ | ---------- | -------- |
| 1    | Stuart Shaw        | Drapac     | 3h01'00" |
| 2    | Vidal Celis Zabala | Footon     | s.t.     |
| 3    | René Haselbacher   | Vorarlberg | s.t.     |

| Pos. | Corridore      | Squadra  | Tempo     |
| ---- | -------------- | -------- | --------- |
| 1    | José Rujano    | ISD-Neri | 24h07'58" |
| 2    | Hyo Suk Gong   | Seoul    | a 2'07"   |
| 3    | Hossein Askari | Tabriz   | a 2'39"   |

## Classifiche finali

### Classifica generale
| Pos. | Corridore            | Squadra         | Tempo     |
| ---- | -------------------- | --------------- | --------- |
| 1    | José Rujano          | ISD-Neri        | 24h07'58" |
| 2    | Hyo Suk Gong         | Seoul Cycling   | a 2'07"   |
| 3    | Hossein Askari       | Tabriz          | a 2'39"   |
| 4    | Peter McDonald       | Drapac Porsche  | a 3'21"   |
| 5    | Amir Zargari         | Azad University | a 4'13"   |
| 6    | Markus Eibegger      | Footon-Servetto | a 4'54"   |
| 7    | Alexandre Shushemoin |                 | s.t.      |
| 8    | Matthias Brändle     | Footon-Servetto | a 4'58"   |
| 9    | Ghader Mizbani       | Tabriz          | a 5'10"   |
| 10   | Ahad Kazemi Sarai    | Tabriz          | a 5'46"   |